# François XII de La Rochefoucauld
François Alexandre Frédéric de La Rochefoucauld, Senhor de Liancourt e 7º Duque de La Rochefoucauld (La Roche-Guyon, 11 de janeiro de 1747 - Paris, 27 de março de 1827) foi um militar, político, cientista e filantropo francês.

## Carreira
Conhecido como Duque de Liancourt na juventude, tornou-se oficial de carabineiros e foi proprietário de uma grande fazenda de gado em Liancourt. Em 1788, fundou a Escola de Artes e Ofícios, instituição de ensino voltada para os filhos de trabalhadores e soldados da região. Foi também conselheiro de Luís XVI, cargo que herdou de seu pai, e membro da Sociedade dos Amigos dos Negros, sendo conhecido por seu abolicionismo.

## Revolução
Quando os Estados Gerais foram convocados, Rochefoucauld foi eleito deputado pelo Segundo Estado (nobreza) em março de 1789. Defensor da monarquia constitucional, tentou conciliar as novas ideias com o Antigo Regime. Durante a Tomada da Bastilha, em 14 de julho daquele ano, o Duque foi o responsável por comunicar o rei a respeito dos acontecimentos em Paris. Segundo a historiografia, ao ser perguntado pelo monarca se estava havendo uma revolta, Rochefoucauld respondeu: "Não, senhor, é uma revolução!".
Com o início da Revolução Francesa, Rochefoucauld foi indicado à presidência da Assembleia Nacional Constituinte. No cargo, se ocupou de temas como a mendicância, o estado dos hospitais da França e a formação de oficinas de ajuda aos pobres. Também defendeu a liberdade de consciência e a abolição da tortura.

## Exílio
Após a tentativa de fuga de Luís XVI, Rochefoucauld foi deposto de seus cargos e perseguido, exilando-se na Inglaterra, de onde ainda tentou influenciar a Convenção Nacional contra a condenação à morte do rei. Em 1794, foi para os Estados Unidos, envolvendo-se nas questões abolicionistas locais. No ano seguinte, percorreu grande parte dos estados do Norte e do Canadá, escrevendo sobre economia, ciências e política. Regressou à Europa no final de 1798, viajando depois para a Holanda, norte da Alemanha e Dinamarca. Em finais de 1799, com a ajuda do diplomata e amigo pessoal Charles-Maurice de Talleyrand-Périgord, obteve autorização para retornar à França.

## Retorno
Após o Golpe de 18 de Brumário, viveu em aposentadoria, recuperando algumas poucas propriedades que havia perdido durante a Revolução. Nesse período, foi nomeado inspetor-geral do Conservatório Nacional de Artes e Ofícios. Na década de 1800, importou para a França a vacinação contra a varíola, sendo condecorado com a Legião de Honra em 1810.
Após a Restauração Francesa, Rochefoucauld tornou-se membro da Câmara dos Pares, em junho de 1814. Durante os Cem Dias, fiel às "liberdades constitucionais", aceitou sentar-se na Câmara dos Representantes de Napoleão Bonaparte. Com o regresso de Luís XVIII, porém, recuperou seu lugar entre os pares, cargo em que defendeu a Constituição de 1814 e a abolição do tráfico de africanos escravizados. Em 1816, foi nomeado membro do Conselho Geral de Hospitais, envolvendo-se novamente com a questão da vacinação. Em 1818, fundou a primeira caixa econômica da França, a Caisse d'Épargne et de Prévoyance.
Rochefoucauld faleceu em março de 1827, sendo extremamente popular. Seu funeral foi marcado por incidentes, quando estudantes de sua Escola de Artes e Ofícios, tendo ido em multidão à igreja e querendo carregar o caixão nos ombros, entraram em confronto com guardas locais; o caixão caiu na lama e se quebrou, revelando o corpo do Duque. As insígnias militares e de nobreza que o decoravam foram pisoteadas no meio da confusão.